# Julio Montero Castillo
Julio Walter Montero Castillo (Montevideo, 1944. április 25. –) uruguayi válogatott labdarúgó.
A szintén válogatott labdarúgó Paolo Montero édesapja.

## Pályafutása

### A válogatottban
1967 és 1978 között 43 alkalommal szerepelt az uruguayi válogatottban és 1 gólt szerzett. Részt vett az 1967-es Dél-amerikai bajnokságon, az 1970-es és az 1974-es világbajnokságon.

## Sikerei, díjai
Nacional
- Uruguayi bajnok (6): 1966, 1969, 1970, 1971, 1972, 1977
- Copa Libertadores (1): 1971
- Interkontinentális kupagyőztes (1): 1971
- Copa Interamericana (1): 1971

Uruguay
- Dél-amerikai bajnok (1): 1967